# 1406 w literaturze
Wydarzenia literackie w 1406 roku.

## Urodzili się
- Matteo Palmieri, włoski humanista

## Zmarli
- Eustache Deschamps, francuski poeta